# Río Doce
El río Doce es un río en el sureste de Brasil que desagua en el océano Atlántico. Los drenajes de los estados de Espírito Santo y Minas Gerais, la cuenca más importante plenamente incluidas en el sureste. Sus principales afluentes son los ríos Xopotó, Piracicaba, Casca, Santo Antônio, Manhuaçu y Guandú.

## Historia
El Río Doce tuvo gran importancia en la conquista de los territorios de Espírito Santo y Minas Gerais por los colonizadores europeos. Por su valle, durante el siglo XVIII penetraron exploradores como Sebastião Fernandes Tourinho, Antônio Dias de Oliveira y Borba Gato; un siglo después lo recorrieron también investigadores como el príncipe renano Maximilian zu Wied-Neuwied y el malogrado botánico Friedrich Sellow. Los exploradores llegaron a mantener contactos pacíficos con los indios botocudos, de los que recabaron vastos conocimientos.
Durante el siglo XX, el valle del Río Doce sirvió de camino para la vía férrea desde Vitória (Espírito Santo) a Minas Gerais.
En noviembre de 2015, la catástrofe de las represas de Bento Rodrigues destruyó por entero el ecosistema fluvial.

## Las principales ciudades de la cuenca

### Minas Gerais
- Aimorés
- Coronel Fabriciano
- Governador Valadares
- Ipatinga
- Itabira
- João Monlevade
- Mariana
- Ouro Preto
- Ponte Nova
- Timóteo
- Viçosa

### Espírito Santo
- Baixo Guandu
- Colatina
- Linhares
- Marilândia